# Ípsilon Leonis
Ípsilon Leonis (υ Leo/ 91 Leonis) es una estrella en la constelación de Leo de magnitud aparente +4,31, lo que la sitúa decimoquinta en brillo dentro de su constelación.
Se encuentra a 181 años luz de distancia del sistema solar.

## Características físicas
Ípsilon Leonis es una gigante amarilla de tipo espectral G9III con una temperatura efectiva entre 4835 y 4877 K.
Es 56 veces más luminosa que el Sol y, como la mayor parte de las estrellas de nuestro entorno, es una estrella del disco fino.
Su radio es 11 veces más grande que el radio solar y gira sobre sí misma con una velocidad de rotación proyectada de 4,2 km/s.
Tiene una masa estimada de 2,2 masas solares y una edad de 930 millones de años.

## Composición química
El contenido metálico de Ípsilon Leonis es inferior al solar en un 35% ([Fe/H] = -0,19).
Otros elementos evaluados son relativamente menos abundantes que el hierro, como es el caso de gadolinio y hafnio. El nivel de este último metal pesado de número atómico 72 apenas supera una décima parte del nivel solar.
Entre los menos deficitarios, sólo el cerio alcanza un nivel igual al del Sol.